# Sphaerocarpos
Sphaerocarpos é um género de hepáticas da classe Marchantiopsida que inclui 8-9 espécies das regiões temperadas.

## Taxonomia
Sphaerocarpos é um dos dois géneros da família Sphaerocarpaceae. O género inclui as seguintes espécies:
- Sphaerocarpos cristatus
- Sphaerocarpos donnelli
- Sphaerocarpos drewei
- Sphaerocarpos hians
- Sphaerocarpos michelii
- Sphaerocarpos muccilloi
- Sphaerocarpos stipitatus
- Sphaerocarpos texanus